# Тиндуф (област)
Тиндуф (на арабски: ولاية تندوف) е област на Алжир. Населението ѝ е 49 149 жители (по данни от април 2008 г.), а площта 159 000 кв. км. Намира се в часова зона UTC+01. Телефонният ѝ код е +213 (0) 49. Административен център е град Тиндуф. Областта е богата на желязна руда.